# آن بروكس
آن بروكس (بالإنجليزية: Anne Brooks)‏ هي طبيبة أمريكية، ولدت في 1938.